# Más világ
A Más világ (eredeti cím: The Others) 2001-ben bemutatott lélektani thriller, amelyet a spanyol Alejandro Amenábar rendezett Nicole Kidman főszereplésével, Henry James A csavar fordul egyet című kisregénye alapján. A film az 1961-es Ártatlanok című film újrafeldolgozott változata.
Az Amerikai Egyesült Államokban 2001. augusztus 2-án mutatták be, Magyarországon 2002. március 4-én. 
A film Nyolc Goya-díjat nyert, köztük a legjobb film és a legjobb rendezés díját. Ez az első film, amely úgy kapta meg a legjobb filmnek járó Goya-díjat (spanyol nemzeti filmdíj), hogy egyetlen szó sem hangzik el benne spanyolul.
A Más világ egy szellemtörténet, mely egyetlen helyen (egy elszigetelt nagy kastélyban és annak közvetlen környékén), kevés szereplővel játszódik. A történet attól érdekes, hogy a film közepéig nem lehet tudni, ki a „szellem” és ki élő szereplő. A történetnek összesen 13 szereplője van. 
A sztori 1945-ben játszódik. Egy nő két kisgyermekével (akik egy ritka betegségben szenvednek, emiatt nem érheti őket napfény) a kastélyban él. Férjét várja haza a háborúból, aki sohasem érkezik meg. Felvesz három rejtélyes szolgálót maga mellé, akik segítenek a háztartásban. A család mindvégig érez valamilyen furcsa jelenlétet, de csak a történet végén derül fény az igazságra.

## Cselekménye
|  | Alább a cselekmény részletei következnek! |

Grace Stewart (Nicole Kidman) egy buzgó római katolikus édesanya, aki két kisgyermekével él a második világháború után egy távoli vidéki kastélyban a Csatorna-szigetek egyikén, Jersey-n. Gyermekei, Anne (Alakina Mann) és Nicholas (James Bentley), ritka betegségben szenvednek. A fényérzékenységgel jelentkező xeroderma pigmentosum miatt a függönyöknek mindig behúzva, az ajtóknak csukva kell lenniük, hogy megóvják őket a véletlenszerű, napfénnyel való érintkezéstől. Hamarosan három új személy érkezik a házba – az öregedő Bertha Mills (Fionnula Flanagan), az idős kertész, Edmund Tuttle (Eric Sykes) és egy Lydia nevű néma lány (Elaine Cassidy). Mills elmagyarázza, hogy korábban, sok-sok évvel ezelőtt dolgozott már a házban. Grace elmondja, hogy az utolsó szolgák elhagyták a házat anélkül, hogy az utolsó fizetéseiket átvették volna, ám Anne diszkréten megemlíti Mills-nek, hogy az utolsó szolgák távozása után az édesanyja "megőrült". Ezzel testvére, Nicholas nem ért egyet és azt állítja, hogy "semmi sem történt". Grace elmondja Mills asszonynak, hogy nem hisz az olyan történetekben, mint a szellemek, és megkéri az asszonyt, hogy ne higgyen el mindent, amit a gyerekek mondanak neki. 
Nemsokára számos furcsa esemény veszi kezdetét a házban, és Grace aggódni kezd, hogy ismeretlen személyek vannak jelen. Anne azt állítja, hogy négyszer több embert látott a házban, mint ahányan vannak: egy férfit, egy nőt, egy öregasszonyt és egy gyereket, akit Victornak hívnak. A fiú azt állítja, hogy "a ház az övék", és azzal fenyegetőzik, hogy leveszi a függönyöket. Miután Grace lépéseket és ismeretlen hangokat hall, elrendeli a ház átkutatását. Grace megtalálja a 19. századi "halottak könyvét" egy előző generáció elhunyt családtagjainak gyászos portréfotóiról, néhány hiányzó lappal. Később megkérdezi Mills asszonyt, hogy mikor dolgoztak utoljára a házban. Mrs. Mills elmagyarázza, hogy a házban dolgozó korábbi munkáltatói Angliába költöztek, majd a tuberkulózis kitörése miatt evakuáltak.
Az éjszaka közepén Grace egy különös természetfeletti eseménynek lesz tanúja, ugyanis egy láthatatlan erő elzongorázik egy darabot. A nő ekkor győződik meg arról, hogy a házat kísértetek is lakják, amit Mills asszony rögtön meg is erősít azzal a megjegyzéssel, hogy a halottak világa összeszövődik az élők világával. Grace immáron meggyőződve arról, hogy valami szentségtelenség zajlik a házban, kimegy a ködbe, hogy megkeresse a helyi papot a házuk megáldása miatt. Mielőtt még elindulna, arra utasítja Mr. Tuttle-t, hogy ellenőrizze a sírkövek alapjait, mivel eszébe jutott, hogy egy kis temető van a kertben, s meg akarja tudni, van-e ott egy olyan család eltemetve, ahol egy Victor nevű kisfiú is volt. Közben Mills asszony megbízására Mr. Tuttle az őszi faleveleket az egyik sírkőre halmozza. Mills szerint Grace végre elhiszi, hogy kísértetjárta a ház. A ködben Grace összetalálkozik a férjével, Charles-szal (Christopher Eccleston), akiről mindenki azt hiszi, hogy a háborúban meghalt. Visszamennek a házba. Gyermekeit a hosszas távollét után üdvözli. Charles rövid idő alatt távozik és Mrs. Mills azt mondja: "Nem hiszem, hogy tudja, hol van." A vacsoraasztalnál Anne megint a betolakodókat említi, majd Grace rákiabálva elküldi az asztaltól. Mrs. Mills azt mondja Anne-nek, hogy ő is látja a betolakodókat, és hogy majd egy nap Grace is látni fogja őket, valamint hamarosan "nagy meglepetések" lesznek. Tuttle úrhoz fordul és elmondja neki, hogy most Grace úgy viselkedik, mintha semmi sem történt volna, és nem érzi úgy, hogy a férje "bármit is gyanúsítana". A büntetésben lévő Anne énekli az első szentháromság dalát. Amikor Grace bemegy a szobájába, látomása lesz az idős nővel, aki a lánya ruhájában van, és az ő hangján szól, ezért megtámadja őt. Azonban, amikor letépi a fátylat róla, rádöbben, hogy a tényleges lányát támadta meg. Anne gonosznak nevezi Grace-t és átmegy az apjához a másik szobába. Mrs. Mills azt mondja Grace-nek, hogy nyugodjon le, valamint tudja, mit kell tenni, amelyre Grace megsértődik. Később Charles megkérdezi Grace-től, hogy mi történt "azon a napon". Grace elmondja, hogy nem tudja, de emlékszik arra, amikor a szolgák egyszer csak otthagyták a házat. Anne azt mondja Nicholasnak, hogy Grace őrült, amint ahogy "azon a napon". Nicholas tagadja, hogy emlékezne "arra a napra". Charles azt mondja, hogy el kell mennie a frontra, még akkor is, ha Grace azt állítja, hogy a háborúnak már vége. Grace azt mondja Charles-nak, hogy úgy gondolja, hogy el akarja őt hagyni. Charles sír, ahogy hallja ezt, s ölelkeznek, majd mozdulatlanul fekszenek az ágyban. Másnap reggel Charles már nincs jelen.
Ugyanezen a reggelen a gyerekek sikoltoznak, mert minden függöny eltűnt a házból. Grace letakarja gyorsan a gyerekeket egy pléddel, és átmegy velük egy másik szobába, nagy táblával zárva ki a fényt. Grace azonnal a szolgákat vádolja a függönyök eltűnése miatt, majd rögvest elküldi őket a birtokról. A ház elhagyása miatt a bosszús Mills asszony megkéri Mr. Tuttle-t, hogy kezdje el felfedni a sírköveket. Azon az estén, amikor Grace még keresgéli a függönyöket, Anne és Nicholas kimásznak az ablakon, hogy megtalálják apjukat. Anne felfedezi a temetőt, amelyet a szolgák épp csak megtisztítottak, majd rájön, hogy a sírok valójában a szolgákéi. Ugyanekkor Grace Mills asszony szobájában egy elszakított fényképet talál a halottak könyvéből (úgy látszik a képeken, mintha aludna mindenki, de valójában halottak), és rémülten látja, hogy a három szolga is halott. A szolgák felbukkannak és megpróbálnak beszélni a gyerekekkel, de ők beszaladnak a házba előlük. Grace maga és a gyerekek is bezárkóznak a házban, majd a nő elmondja, hogy bújjanak el az emeleti hálószobában. Kívülről Mrs. Mills kinyilatkoztatása hallatszik arról, hogy a három alkalmazott meghalt a tuberkulózis során, több mint 50 évvel ezelőtt, és hogy az élőknek és holtaknak meg kell tanulniuk együtt élni. Grace azt mondja, hogy hagyják békén őket. Mrs. Mills megkérdezi: mit fog tenni a betolakodókkal, akik a házban vannak, akik leszedték a függönyöket, előbb-utóbb megtalálják őket, mert már várják mindannyiukat. Hallva a gyerekek sikolyát, ahogy meglátják az idős asszonyt, Mills azt javasolja Grace-nek, menjen fel és beszéljen a betolakodókkal.
Grace meg is találja a betolakodókat, néhány embert az egyik szobában, akik egy asztal körül ülnek és épp szeánszot tartanak, amivel a holtakat idézik meg. Az idős nő is ott ül, aki egy médium. Grace-ben ekkor tudatosul: azért látja most őket, mert valójában maga is halott, ahogy a gyerekei és a szolgálók is. A gyerekek is ilyenfajta kapcsolatfelvételek által láttak korábban az idegeneket. Grace tiltakozik, felkapja az asztalról és összetépi a szeánszhoz használt fényképüket. Az asztalnál ülők, a médium és a ház új tulajdonosai is megijednek, mert látják a semmitől összetépődő fényképet, ezért rögvest el is menekülnek a házból. A valóságban Charles elesett a háborúban, az özveggyé vált Grace pedig bánatában megölte a gyerekeit és saját magát is, így ők is kísértetekké váltak. Grace magához öleli a gyermekeit és elmondja, hogy holtukban is ez a ház marad az otthonuk. 
|  | Itt a vége a cselekmény részletezésének! |

## Szereplők
| Szerep            | Színész               | Magyar hang       |
| ----------------- | --------------------- | ----------------- |
| Grace Stewart     | Nicole Kidman         | Hámori Eszter     |
| Anne Stewart      | Alakina Mann          | Szabó Luca        |
| Nicholas Stewart  | James Bentley         | Baradlay Viktor   |
| Mrs. Bertha Mills | Fionnula Flanagan     | Dallos Szilvia    |
| Mr. Edmund Tuttle | Eric Sykes            | Dobránszky Zoltán |
| Lydia             | Elaine Cassidy        | Orosz Anna        |
| Charles Stewart   | Christopher Eccleston | Forgács Péter     |
| Idős hölgy        | Renée Asherson        | Illyés Mari       |
| Mr. Marlish       | Keith Allen           | Beratin Gábor     |
| Mrs. Marlish      | Michelle Fairley      | Szegedi Anita     |
| Victor Marlish    | Alexander Vince       | Skolnik Rudolf    |
| Asszisztens       | Gordon Reid           | Kajtár Róbert     |